# André Moillen
André F. Moillen, né en 1903 et décédé le 15 janvier 1952 à Corseaux dans le canton de Vaud, était un bobeur suisse. Il a participé aux Jeux olympiques d'hiver de 1928 à Saint-Moritz et a terminé à la treizième place en bob à quatre. Il a remporté une médaille d'argent en bob à quatre lors des premiers championnats du monde FIBT à Montreux, Suisse, à l'hôtel Caux-sur-Montreux en 1930. Il était le cousin de Jean Moillen. Ils ont été tués ensemble dans un accident de voiture en 1952, lorsqu'ils ont percuté un camion qui n'avait pas ses phares allumés.